# Dastgah
Dastgāh (en persa: دستگاه‎) es un sistema musical modal tradicional de la música persa. La música persa formal consiste de doce sistemas musicales modales principales o dastgāhs. A pesar de que existen más de 50 dastgāhs, los teóricos por lo general identifican a un conjunto formado por doce como los principales. Un dastgāh es una melodía tipo a partir de la cual el ejecutante produce diversas piezas. 
Cada dastgāh posee siete notas básicas, además de varias notas variables utilizadas para adorno y modulación. Cada dastgāh es una cierta variedad modal sujeta a un curso de desarrollo (sayr) que es determinado por el orden preestablecido de secuencias, y se ajusta a 365 melodías nucleares centrales denominadas gushehs (cada una de estas melodías es un gusheh) las cuales el músico conoce a partir de su experiencia y práctica. Este proceso de centonización es personal, y es una tradición de gran sutileza y profundidad. Todo el conjunto de gushehs en todos los dastgāhs es denominado el radif. Los radifs han sido reconocidos por la UNESCO como un Patrimonio cultural inmaterial de la Humanidad.

## Los Dastgahs
Los doce dastgāhs son:
- Se'gāh ("tercera posición")
- Chahār'gāh ("cuarta posición")
- Rāst-Panj'gāh ("quinta posición")
- Šur

Bayāt-e Tork
Abu'atā
Dashti
Afshāri
- Māhur
- Homāyoun

Esfahān
- Navā

Se debe notar que en algunos casos las subclases (āvāz) se cuentan como un Dastgāh individual, a pesar de que esto contradice los tecnicismos de la música iraní.